# Club de Fútbol América

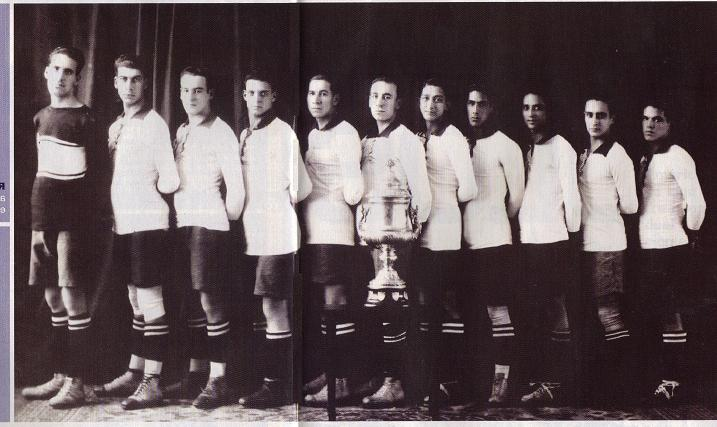
La squadra dell'América nel 1924-1925

Il Club de Fútbol América, meglio noto come Club América o più semplicemente América, è una società di calcio di Città del Messico. Milita nella Primera División messicana e gioca le partite casalinghe nello stadio Azteca della capitale (87.583 posti).
Fondato nel 1916, il club è uno dei più prestigiosi dell'America centrale e settentrionale e uno dei due più titolati del Messico insieme al Guadalajara, con cui disputa il match detto Clásico de Mexico. Nel suo palmarès può annoverare, a livello nazionale, la vittoria di 16 campionati messicani, cinque Coppe del Messico, sei Supercoppe del Messico e una InterLiga, mentre a livello internazionale vanta la vittoria di sette CONCACAF Champions' Cup/Champions League (record continentale), una CONCACAF Giants Cup e due Coppe Interamericane, per un totale di dieci trofei continentali (record). Conta inoltre tre partecipazioni alla Coppa del mondo per club FIFA, dove il miglior risultato è il quarto posto ottenuto nel 2006 e nel 2016.
Dal 1959 è di proprietà del Grupo Televisa.

## Storia

### Fondazione e primi decenni
Nel 1916 a Città del Messico studenti del Colegio Mascarones e del Colegio Marista de la Perpetua formarono due squadre di calcio, di nome Récord e Colón. Il 12 ottobre di quell'anno le due compagini decisero di fondersi per creare una squadra più competitiva. Tra i tanti nomi proposti fu scelto quello suggerito dal calciatore Pedro "Cheto" Quintanilla, che aveva proposto América, dato che la squadra era stata costituita il giorno della scoperta dell'America. Rafael Garza Gutiérrez andò a prendere dei pantaloni del padre di colore blu e una maglietta gialla e si scelsero quei colori come rappresentativi della squadra.
Nel 1916 l'América era il solo club della capitale messicana a schierare calciatori messicani. Compagini quali Necaxa, Atlante, Real Club España, Germania e Asturias erano già componenti della Liga Mayor de la Ciudad. Condizione per l'accesso dell'América nella Liga era la vittoria di tre partite. Il club della capitale ottenne due vittorie e un pareggio in tre match e fu accettato nella confederazione.
A maggio del 1918 la squadra cambiò nome in Club Unión, ma a febbraio del 1920 tornò a chiamarsi América. Dal 1924 al 1928 si aggiudicò per quattro anni il campionato della capitale e allo stadio attirò grandi folle. Nel 1926 l'América divenne la prima squadra messicana a giocare una partita all'estero. Negli anni a venire, insieme all'Atlante, si adoperò per ridurre il numero di stranieri che giocavano a calcio nelle squadre del paese. Nel 1928, poco dopo la fondazione della federcalcio messicana, Rafael Garza Gutiérrez fu nominato selezionatore della nazionale messicana. La maggior parte dei giocatori che parteciparono al Olimpiadi del 1928 e al campionato del mondo 1930 nelle file del Messico militavano nel Club América.

### 1940-1969
Fino al 1942 in Messico esistevano vari campionati, anche se quello della capitale Città del Messico era considerato il più competitivo.
Nel 1942-1943 fu istituito il primo campionato messicano di calcio, noto Liga Mayor. All'inizio dell'epoca professionistica il Club América, attanagliato da problemi finanziari, stazionò nei bassifondi della classifica del campionato. In questo periodo nacque comunque la rivalità con il Guadalajara, specialmente nella stagione 1945-1946, quando il Guadalajara batté l'América per 6-4 e 4-2.
Nel 1951-1952 concluse il campionato all'undicesimo e penultimo posto, con 3 punti di vantaggio sul Veracruz retrocesso. Nel 1954 l'América sconfisse i rivali del Guadalahara ai tiri di rigore dopo lo 0-0 nella finale della Copa México, aggiudicandosi così il suo primo trofeo.
Nel 1956 il club fu ceduto all'azienda di bevande analcoliche Jarritos. Nel 1955 l'América vinse il titolo di Campeón de Campeones sconfiggendo per 3-2 il Zacatepec. Il 22 luglio 1959 la proprietà del club passò ad Emilio Azcárraga Milmo, proprietario di Telesistema Mexicano, che lo acquistò da Isaac Bessudo.
Risale al 1959-1960 il secondo posto in campionato dietro al Guadalajara. Il 21 aprile 1964, allo stadio Olimpico Universitario di Città del Messico, la squadra, allenata da Alejandro Scopelli, batté il Monterrey per 6-5 nella finale di Coppa Messico. Alfonso Portugal segnò ben cinque dei sei gol dell'América; l'altro marcatore fu José González.
Il 7 maggio 1965 l'América vinse nuovamente il titolo battendo per 4-0 in finale il Deportivo Morelia allo stadio Olimpico Universitario, con doppiette di Javier Fragoso e Vavá.

### 1970-1980
Dopo che il Messico ospitò il campionato del mondo 1970 fu istituita la Liguilla, cioè i play-off del campionato messicano, da disputarsi al termine della stagione regolare.
Nel 1971, nella prima finale dei play-off della storia del calcio messicano, l'América ebbe la meglio sul Toluca (pareggio per 0-0 in trasferta e vittoria per 2-0 allo stadio Azteca). L'anno dopo fu il Cruz Azul a eliminare la squadra della capitale nei play-off. La rivincita dell'América giunse nella finale del 1973, quando fu battuto proprio il Cruz Azul. Dopo aver mancato l'accesso ai play-off per alcune stagioni, nel 1975-1976 l'América trionfò di nuovo, battendo in finale l'Universidad de Guadalajara allo stadio Jalisco (3-0) e all'Azteca (1-0). Vinse inoltre il titolo di Campeón de Campeones sconfiggendo il Tigres UANL per 2-0.
Nel 1977 partecipò per la prima volta alla Copa Interamericana, contro gli argentini del Boca Juniors, vincitori della Coppa Libertadores 1977. Dopo aver perso l'andata e vinto il ritorno, l'América vinse la gara di spareggio nel 1978 con il punteggio di 2-1 dopo i tempi supplementari, grazie ad un gol su calcio di punizione di Carlos Reinoso allo scadere. L'América divenne il primo club messicano e della CONCACAF a sollevare il trofeo. Più tardi, vincendo la CONCACAF Champions' Cup 1977 (disputatasi con ritardo), divenne il primo club della CONCACAF ad aggiudicarsi il double.

### 1980-1990
Gli anni '80 del novecento sono considerati l'epoca d'oro dell'América. In questi decennio l'América vinse 5 titoli nazionali (1983-84, 1984-85, 1985, 1987-88, 1988-89), di cui tre consecutivi, 2 Supercoppe del Messico (1987-88, 1988-89) e la CONCACAF Champions' Cup 1987.
Nel 1983-1984 l'América batté nella finale del campionato il Guadalajara, che l'anno prima aveva eliminato l'América in semifinale. Dopo il pari per 2-2 allo stadio Jalisco la squadra della capitale prevalse nel proprio stadio, l'Azteca, con il punteggio di 3-1, aggiudicandosì così il trofeo. Resta questa l'unica volta in cui le due squadre si sono incontrate nella finale del campionato.
Nella finale del 1985-1985 l'América sconfisse i Pumas UNAM. Dopo due pareggi, all'Azteca e allo stadio Olimpico Universitario, fu la volta della partita di spareggio, disputatasi allo stadio Corregidora di Querétaro. Fu Daniel Brailovsky a consegnare il secondo titolo consecutivo all'América segnando due gol (3-1 il finale).
Per consentire al Messico di preparare il campionato del mondo 1986, di cui fu paese ospitante, quell'anno il campionato nazionale si disputò in due fasi, denominate Prode-85 e Mexico-86. Nel Prode-85 l'América capeggiò la classifica e sconfisse poi Universidad de Guadalajara e Atlante, raggiungendo così la finale contro il Tampico Madero. A Tampico l'América colse una clamorosa sconfitta (4-1), ma nel ritorno all'Azteca seppe vincere per 4-0, aggiudicandosì così il trofeo.
Nella stagione 1987-88 l'América incontrò in finale i Pumas UNAM, in una riedizione della finale del 1985. Il punteggio complessivo tra andata e ritorno (4-2) arrise alla squadra della capitale. Nel 1988-89 il club gialloblu si ripeté battendo in finale il Cruz Azul, che incontrò per la prima volta in finale dal 1972. L'andata fu vinta dall'América per 3-2, mentre il ritorno si concluse con un pareggio per 2-2.

### 1990-2000
Negli anni '90 l'América si aggiudicò la CONCACAF Champions' Cup 1990, la Coppa Interamericana 1993 e la CONCACAF Champions' Cup 1993.
Nel 1990-1991, dopo aver dominato la stagione, eliminò Universidad de Guadalajara ai quarti di finale e Guadalajara in semifinale, raggiungendo così la finale contro i Pumas UNAM, che vinsero.
Nel 1994 il presidente Emilio Diez Barroso ingaggiò l'allenatore olandese Leo Beenhakker, reduce dalla vittoria della Primera División spagnola alla guida del Real Madrid. Sul fronte calciatori arrivarono François Omam-Biyik, Kalusha Bwalya, Joaquín del Olmo, Raúl Gutierrez. Con 51 punti in classifica e 88 gol segnati, l'América parve avviato verso una stagione trionfale, ma a poche giornate dalla fine del campionato, il 6 aprile 1995, Beenhakker fu esonerato perché difese Del Olmo, in contrasto con il presidente. L'América raggiunse la semifinale del campionato e perse contro il Cruz Azul. L'América del 1994-1995 è considerata una delle squadre migliori nella storia del calcio messicano, anche se concluse la stagione senza trofei.
Nel 1998 l'América, con il Guadalajara, divenne il primo club messicano a partecipare alla Coppa Libertadores. Le due squadre furono inserite nello stesso girone preliminare, completato da due compagini del Venezuela. L'América si piazzò secondo alle spalle dei connazionali e avanzò alla fase successiva, consistente in un altro giron insieme con il Guadalajara e con due squadre brasiliane, Grêmio e Vasco da Gama. L'América si piazzò terzo davanti al Guadalajara e dietro Grêmio e Vasco, qualificandosi così per gli ottavi di finale, dove fu eliminato dal River Plate (1-1 all'Azteca e 1-0 per gli argentini allo Monumental).

### 2000-2010
Nell'agosto 2001 l'América vinse la CONCACAF Giants Cup battendo il D.C. United per 2-0. L'anno dopo raggiunse la finale di campionato contro il Necaxa. Dopo la sconfitta per 2-0 in trasferta, vinse per 2-0 in casa, portando la sfida ai tempi supplementari, dove fu decisivo il golden goal di Hugo Norberto Castillo su colpo di testa al 107º minuto di gioco. La marcatura consentì al club della capitale messicana di vincere il titolo nazionale dopo 13 anni di attesa.
Raggiunta la finale del Clausura 2005 contro l'Universidad de Guadalajara, l'América pareggiò per 1-1 all'andata e vinse per 6-3 all'Azteca, aggiudicandosi così il decimo titolo nazionale.
Vinse anche la CONCACAF Champions' Cup 2006 nella finale contro i connazionali del Toluca (2-0), qualificandosi per la Coppa del mondo per club FIFA 2006, dove sconfisse lo Jeonbuk Hyundai e perse contro il Barcellona. Si piazzò quarto nel torneo, sconfitto nella finale per il terzo posto dall'Al-Ahly.
Nel Clausura 2007 la squadra fu sconfitta in finale dal Pachuca. Chiuse l'anno solare al decimo posto della classifica mondiale annuale dell'International Federation of Football History & Statistics (IFFHS), diventando la prima compagine messicana ad entrare nelle prime dieci posizioni della graduatoria.
Nel 2007 mancò l'accesso ai play-off e raggiunse la finale della Copa Sudamericana, dove fu sconfitta dall'Arsenal de Sarandí a causa della regola dei gol fuori casa (sconfitta per 2-3 in casa e vittoria per 1-2 in trasferta).
All'inizio del 2008 si aggiudicò il torneo InterLiga, ottenendo così un posto nella Coppa Libertadores 2008. L'annata, però, fu chiusa con il diciottesimo e ultimo posto in campionato, evento che non si verificava dalla metà degli anni '50, ma evitando la retrocessione per via del sistema del promedio, che sfavorì il Veracruz. Malgrado il pessimo campionato, l'América ben figurò in Coppa Libertadores, dove eliminò il Flamengo (sconfitta per 2-4 in casa e vittoria per 3-0 fuori casa) agli ottavi di finale e il Santos ai quarti di finale, prima di arrendersi alla LDU Quito (poi vincitrice del torneo) in semifinale, per altro solo per via della regola dei gol fuori casa (1-1 all'Azteca e 0-0 in Ecuador).

### 2010-2020

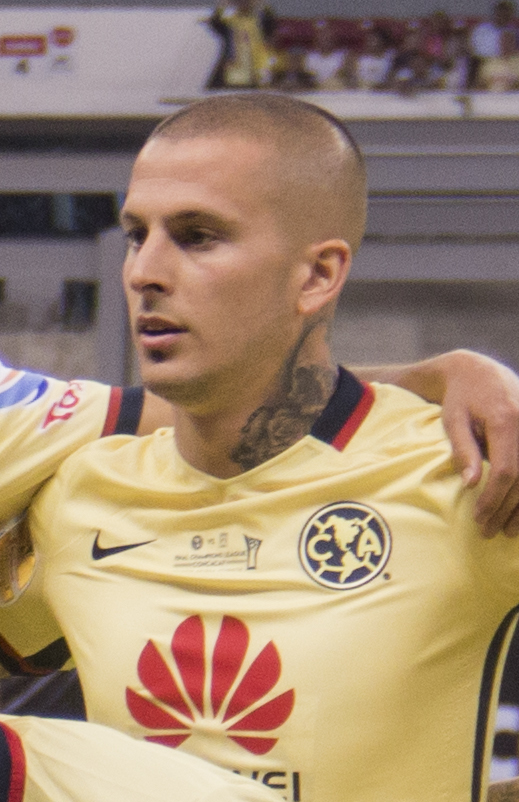
L'argentino Darío Benedetto, attaccante dell'América, prima della finale della CONCACAF Champions League 2015-2016

In vista dell'Apertura 2010 l'América richiamò l'allenatore Manuel Lapuente, che nel 2002 aveva condotto la squadra al titolo. Il ritorno dell'attaccante Vicente Matías Vuoso e l'arrivo dell'uruguaiano Vicente Sánchez consentirono alla squadra di disporre di una coppia d'attacco di prim'ordine. L'América vinse il gruppo 2 del campionato e si piazzò quarto nella classifica generale, con 27 punti. Si qualificò così per i play-off e, dopo due anni, anche per la Coppa Libertadores. In semifinale fu eliminato dal Santos Laguna (4-5 il risultato complessivo).
L'inizio negativo del Clausura 2011, con due pareggi e una sconfitta in tre partite, portò all'esonero di Lapuente. Con Carlos Reinoso, tornato alla guida della squadra, l'América ottenne otto vittorie, un pari e cinque sconfitte e fu eliminato ai quarti di finale del campionato dal Morelia. Reinoso fu esonerato il 18 settembre 2011 e fu sostituito ad interim da Alfredo Tena. Nel torneo di Apertura 2011 l'América si piazzò 17°, secondo peggior piazzamento della storia del club. L'8 novembre Michel Bauer abbandonò la carica di presidente, nel giorno in cui Ricardo Peláez fu nominato presidente sportivo e Yon De Luisa presidente operativo. Il quarto allenatore in un anno, Miguel Herrera, condusse i suoi alla semifinale del campionato in due annate consecutive.
Il 26 maggio 2013, sconfiggendo il Cruz Azul per 4-2 ai tiri di rigore nella finale del Clausura, la squadra della capitale vinse il suo undicesimo scudetto, agganciando per numero di titoli il Guadalajara. Dopo aver perso l'andata per 1-0, la squadra rimontò nel ritorno (2-1). Il gol decisivo fu del portiere dell'América Moisés Muñoz, che realizzò la seconda rete dell'América nei minuti di recupero, portando la sfida ai rigori.
Nell'Apertura 2013 l'América capeggiò la classifica, ma perse malamente (1-5 in totale) la doppia finale contro il León. Il 17 dicembre di quell'anno Antonio Mohamed divenne il tecnico della squadra in vista del torneo di Clausura 2014. Il nuovo allenatore guidò i suoi al quinto posto e poi ai quarti di finale, dove l'eliminazione arrivò contro il Santos Laguna per la regola dei gol fuori casa (6-6 il punteggio tra andata e ritorno).
Concluso il Torneo di Apertura 2014 in vetta alla classifica con 31 punti, l'América eliminò il Pumas UNAM ai quarti di finale e il Monterrey in semifinale, approdando in finale. I giorni seguenti alla qualificazione alla finale furono caratterizzati dalle voci di calciomercato sul tecnico Mohamed, che alla fine ammise che avrebbe lasciato il club dopo la finale. Il 14 dicembre 2014 la squadra si aggiudicò il quindicesimo titolo nazionale (record) battendo per 3-0 allo stadio Azteca il Tigres UANL nella finale di ritorno, dopo aver perso per 1-0 la gara di andata. Tre giorni dopo annunciò il nome del successore di Mohamed, Gustavo Matosas, ingaggiato con contratto biennale. L'indomani fu ufficializzato l'acquisto del bomber argentino Darío Benedetto, destinato a diventare un elemento chiave della squadra per il successivo anno e mezzo.
Nell'aprile 2015 l'América si aggiudicò la CONCACAF Champions League per la sesta volta. Dopo aver eliminato in semifinale i costaricani dell'Herediano, battuti per 6-0 in casa al ritorno dopo aver perso per 3-0 l'andata in trasferta (decisivi i quattro gol di Benedetto), il club di Città del Messico prevalse in finale sui canadesi del Montréal Impact, sconfitti per 4-2 allo stadio Olimpico di Montréal dopo il pareggio per 1-1 nella gara di andata all'Azteca. Tre giorni dopo la vittoria il tecnico Matosas fu esonerato dopo soli sei mesi in carica, per divergenze con il presidente Ricardo Pérez. Il 26 maggio gli subentrò Ignacio Ambríz, che si legò al club con un contratto biennale. Nel dicembre 2015 l'América partecipò alla Coppa del Mondo per club FIFA, dove fu eliminata dai cinesi del Guangzhou E. ai quarti di finale e poi raggiunse la quinta piazza battendo nella finale per il quinto posto i congolesi del TP Mazembe.
Nell'aprile 2016 il club vinse la CONCACAF Champions League per la settima volta (record continentale) battendo in casa per 2-1 i connazionali del Tigres UANL, dopo aver vinto per 2-0 allo stadio Universitario di San Nicolás de los Garza nella finale di andata. Passato nel settembre 2016 sotto la guida di Ricardo Lavolpe, nel dicembre seguente l'América partecipò alla Coppa del Mondo per club FIFA, dove giunse quarto: eliminò i sudcoreani dello Jeonbuk Hyundai (2-1) ai quarti di finale prima di essere eliminato dal Real Madrid in semifinale (0-2), per poi perdere la finale per il terzo posto contro i colombiani dell'Atlético Nacional per 4-3 ai tiri di rigore (2-2 dopo 120 minuti).
Dopo il secondo posto nel Campionato di Apertura messicano, dopo la sconfitta nella partita contro il Tigres UANL, e lo scialbo Clausura 2017, in cui l'América mancò la qualificazione ai play-off per la prima volta dal 2011 perdendo le ultime tre partite di campionato (due delle quali in casa) malgrado le bastasse solo un punto per accedere al turno finale, Lavolpe si dimise. Lasciò anche il presidente Ricardo Peláez, in carica dal 2011. Malgrado il ritorno in panchina di Miguel Herrera, anche a causa di problemi finanziari, nel 2017 il club concluse un anno solare senza vincere alcun trofeo, evento che non si verificava dal 2012. 
Nel primo semestre del 2018 ottenne il secondo posto il campionato di Clausura e giunse in semifinale di CONCACAF Champions League. Nel secondo semestre dell'anno giunse in finale nel campionato di Apertura, dove sconfisse il Cruz Azul per 2-0 in trasferta dopo lo 0-0 della finale di andata, aggiudicandosi il titolo nazionale. Vinse poi la Coppa del Messico Clausura 2019, battendo per 1-0 il Juárez per 1-0 allo stadio olimpico Benito Juárez di Ciudad Juárez: per l'América fu il primo successo nella competizione dal 1973-1974. 
Vinto per la sesta volta il Campeón de Campeones nel 2019 battendo ai tiri di rigore il Tigres UANL per 6-5 (0-0 dopo 90 minuti), nel secondo semestre del 2019 la squadra, ringorzata dagli ingaggi di Guillermo Ochoa e Giovani Dos Santos e del giovane uruguaiano Federico Viñas, autore di gol decisivi, pur non andando oltre il sesto posto nella stagione regolare, nella Liguilla giunse a disputare la finale: persa l'andata per 2-1 sul campo del Monterrey, vinse con lo stesso risultato al ritorno in casa, ma capitolò per 2-4 ai tiri di rigore.

### 2020-oggi
Nel primo semestre del 2020 l'América fu impegnato nel campionato di Clausura 2020, chiuso al quarto posto dopo dieci giornate, dato che il torneo fu sospeso per via della pandemia di COVID-19 e dichiarato terminato dalla federcalcio nazionale. Alla ripresa del campionato, la squadra incontrò difficoltà quali infortuni e contagi da coronavirus e si fermò in semifinale nella CONCACAF Champions League 2020, risultati che condussero all'esonero di Miguel Herrera.
In panchina si sedette, dunque, l'argentino Santiago Solari, che cercò di recuperare gli infortunati e gli ammalati e innestò nell'organico il giovane Álvaro Fidalgo, proveniente dal vivaio del Real Madrid, oltre ad apportare dei cambiamenti di natura tecnica nei metodi di allenamento. Chiuso al secondo posto il campionato di Clausura 2021, con dieci vittorie consecutive ottenute tra la quinta e la quattordicesima giornata (otto vittorie consecutive se si contano tutte le competizioni, serie ottenuta anche nel 1974-1975, 1993-1994 e nel campionato di Verano 1997), la squadra fu eliminata ai quarti di finale della Liguilla (la poule scudetto) per mano del Pachuca e giunse in finale nella CONCACAF Champions League 2021, dove fu sconfitta per 1-0 dai connazionali del Monterrey.

## Stadio

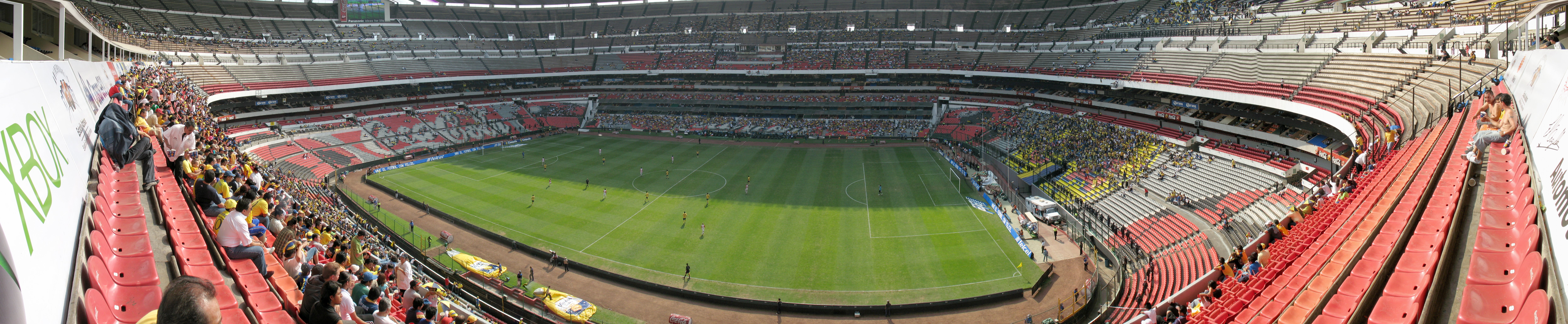
Veduta dello stadio Azteca in una partita tra l'América e l'Estudiantes Tecos

L'América disputa le partite interne allo Stadio Azteca di Città del Messico, impianto progettato dall'architetto messicano Pedro Ramírez Vázquez e inaugurato il 29 maggio 1966 con una sfida tra América e Torino, terminata 2-2. Il primo gol segnato nel nuovo stadio fu del brasiliano Arlindo Dos Santos, il secondo da José Alves, Gustavo Díaz Ordaz, presidente del Messico, diede il calcio di inizio della partita alla presenza del presidente della FIFA Stanley Rous.
La squadra condivide lo stadio con la nazionale messicana dalla sua inaugurazione. Altri club hanno usato lo stadio come sede delle proprie partite interne in vari periodo: Necaxa (1966-1970 e 1982-2003), Atlante (1966-1982, 1996-2001 e 2004-2007), Universidad Nacional (1967-1969), Atlético Español (1970-982) e Cruz Azul (1971-1996).
Lo stadio ha anche ospitato le Olimpiadi del 1968, il campionato del mondo 1970, i Giochi panamericani del 1975, il campionato mondiale di calcio Under-20 1983, il campionato del mondo 1986, la Confederations Cup 1999, la finale del campionato mondiale di calcio Under-17 2011, la Coppa Interamericana e la Coppa Libertadores. È usato anche come sede per concerti, convention politiche e per la visita papale di Giovanni Paolo II nel 1999.

## Rivalità
La rivalità più accesa è con il Guadalajara, con cui l'América disputa la sfida nota come Superclásico messicano. Le due squadre sono le più titolate (12 campionati nazionali vinti a testa) e le più tifate del paese. All'ottobre 2017 l'América è in vantaggio nel bilancio delle sfide tra le due squadre, con 82 vittorie contro le 74 del Guadalajara, mentre 72 sfide si sono concluse in parità.
Altre rivalità riguardano i concittadini del Club Universidad Nacional, con cui l'América gioca il Clásico Capitalino. La prima partita tra le due squadre si tenne il 1º luglio 1962.
Meno sentita, ma ugualmente importante, è la rivalità con il Cruz Azul, con cui l'América disputa il cosiddetto Clásico Joven.

## Organico

### Rosa 2024-2025
Aggiornata al 28 dicembre 2024.
| N. |                        | Ruolo | Calciatore                  |
| -- | ---------------------- | ----- | --------------------------- |
| 1  | Messico (bandiera)     | P     | Luis Malagón                |
| 3  | Messico (bandiera)     | D     | Israel Reyes                |
| 4  | Uruguay (bandiera)     | D     | Sebastián Cáceres           |
| 5  | Messico (bandiera)     | C     | Kevin Álvarez               |
| 6  | Messico (bandiera)     | C     | Jonathan dos Santos Ramirez |
| 7  | Uruguay (bandiera)     | A     | Brian Rodríguez             |
| 8  | Spagna (bandiera)      | C     | Álvaro Fidalgo              |
| 10 | Cile (bandiera)        | C     | Diego Valdés                |
| 11 | Cile (bandiera)        | A     | Víctor Dávila               |
| 12 | Messico (bandiera)     | P     | Jonathan Estrada            |
| 13 | Messico (bandiera)     | C     | Alan Cervantes              |
| 14 | Messico (bandiera)     | D     | Néstor Araujo               |
| 15 | Messico (bandiera)     | C     | Iván Rodríguez              |
| 17 | Stati Uniti (bandiera) | C     | Alejandro Zendejas          |

| N. |                        | Ruolo | Calciatore        |
| -- | ---------------------- | ----- | ----------------- |
| 18 | Messico (bandiera)     | D     | Cristian Calderón |
| 19 | Messico (bandiera)     | A     | Illian Hernández  |
| 20 | Paraguay (bandiera)    | C     | Richard Sánchez   |
| 21 | Messico (bandiera)     | A     | Henry Martín      |
| 24 | Paesi Bassi (bandiera) | D     | Javairô Dilrosun  |
| 26 | Colombia (bandiera)    | D     | Cristian Borja    |
| 27 | Uruguay (bandiera)     | A     | Rodrigo Aguirre   |
| 28 | Messico (bandiera)     | C     | Erick Sánchez     |
| 29 | Messico (bandiera)     | D     | Ramón Juárez      |
| 30 | Messico (bandiera)     | P     | Rodolfo Cota      |
| 31 | Cile (bandiera)        | D     | Igor Lichnovsky   |
| 32 | Messico (bandiera)     | D     | Miguel Vázquez    |
|    | Spagna (bandiera)      | D     | Jorge Meré        |

## Giocatori celebri

### Vincitori di titoli
Campioni del mondo
- Héctor Zelada (Messico 1986)

## Palmarès

### Competizioni nazionali
- Campionato messicano: 16  (record)

1966, 1971, 1976, 1984, 1985, Prode 1985, 1988, 1989, Verano 2002, Clausura 2005, Clausura 2013, Apertura 2014, Apertura 2018, Apertura 2023, Clausura 2024, Apertura 2024
- Coppa del Messico: 6

1954, 1955, 1964, 1965, 1974, Clausura 2019
- Supercoppa del Messico: 7

1955, 1976, 1988, 1989, 2005, 2019, 2024
- Supercopa de la Liga MX: 1

2024
- InterLiga: 1

2008

### Competizioni internazionali
- CONCACAF Champions' Cup/Champions League: 7 (record condiviso con il Cruz Azul)

1977, 1987, 1990, 1992, 2006, 2014-2015, 2015-2016
- CONCACAF Giants Cup: 1

2001
- Coppa Interamericana: 2  (record messicano)

1977, 1990
- Campeones Cup: 1

2024